# Gastrinodes erebina
Gastrinodes erebina är en fjärilsart som beskrevs av Walker 1860. Gastrinodes erebina ingår i släktet Gastrinodes och familjen mätare. Inga underarter finns listade i Catalogue of Life.